# کارشک
کارِشْک روستایی در دهستان نیمبلوک بخش نیمبلوک شهرستان قائنات استان خراسان جنوبی ایران است. بر پایه سرشماری عمومی نفوس و مسکن در سال ۱۳۹۰ جمعیت این روستا ۱۶۸ نفر (در ۷۰ خانوار) بوده‌است.
لغت‌نامه دهخدا: کارشک . [ رِ ] (اِخ ) دهی از دهستان نیم بلوک بخش قاین شهرستان بیرجند 59هزارگزی باختر قاین، دامنه، معتدل، سکنه 559 تن، قنات دارد. (فرهنگ جغرافیایی ایران ج 9).
کارشک از روستاهای سرسبز و زيبا و زوّار پذير بخش نيمبلوک شهرستان قاينات است که در 65 کيلومتري شمال غربي قاين و در منتهی الیه شهرستان قاینات  واقع شده‌است، به‌طوری‌که به صورت خطی با هریک از شهرستان‌های گناباد، فردوس و سرایان حدود شش کیلومتر فاصله دارد.
کارشک از شمال به روستاهاي ثقوري و بيناباج، از جنوب به روستاي بسکاباد، از شرق به شهر خضري و دشت بياض و از غرب به کوه هاي سياه کوه محدود مي شود.
طول جغرافیایی آن 58درجه و 42دقیقه شمالی و عرض جغرافیایی آن 34درجه و 2 دقیقه شرقی بوده و 1808متر از سطح دریا ارتفاع دارد.
روستاي کارشک از نظر موقعيت مکاني در دامنه کوه قرار گرفته و سه طرف شمال، غرب و جنوب  آن را کوه هاي متعددي از جمله رشته کوه هاي سياه کوه، کلات، کفتارکوه، اسفيان و کوه لشکرگاه احاطه کرده‌است که مناظري بسيار زيبا و چشم نوازي را به اين روستا داده است و به همين لحاظ آب و هواي آن کوهستاني است و زمستان هاي بسيار سرد و تابستان هاي معتدل دارد. زمين هاي کشاورزي روستا در قسمت شرق و غرب روستا قرارگرفته‌اند واهالی در دهها مزرعه دراطراف روستا به کشاورزی  ودامداری مشغول می‌باشند. 
کارشک از معدود روستاهایی است که به دلیل وجود بارگاه امامزاده عبدالله (ع) می‌توان سابقه ایجاد آن را حداقل به بیش از 1200سال قبل دانست و علاوه براینکه به همین دلیل محل تردد زوّار بوده‌است، در مسیر اصلی رفت و آمد بخش‌هایی از شهرستان کنونی سرایان و قاین به کاخک و گناباد نیز قرار داشته‌است.
از مهم ترين و تاسف بارترين حوادث منطقه، زلزله بعدازظهر نهم شهريور1347است که به جنوب خراسان خسارت جانی و مالی زیادی زد. کارشک و روستاهای منطقه پس از زلزله نوسازی شده وبافت قدیمی روستا به بافت نوساز منظم تبدیل گردیده است .در این بافت دیگر از کوچه‌ها ی باریک و خاطره انگیز روستایی خبری نیست و همه کوچه ها، خیابان‌ها و معابر منظم است، روستاها از امکانات آب بهداشتی، برق، مخابرات، مدارس نوساز و سایر امکانات به تدریج برخوردار شده‌اند اما کشاورزی و دامداری در اثر خشکسالی‌های سالیان اخیر کم رنگ شده‌است.